# Mishima – ett liv i fyra kapitel
Mishima – ett liv i fyra kapitel (originaltitel: Mishima: A Life in Four Chapters) är en amerikansk biografisk film från 1985 i regi av Paul Schrader, som handlar om den japanske författaren Yukio Mishima. Exekutiva producenter var Francis Ford Coppola och George Lucas. Musiken skrevs av Philip Glass och filmens fotograf var John Bailey. Filmen spelades in i Japan.

## Handling
Filmen är en okonventionell biopic om den japanske författaren Yukio Mishimas liv och rituella självmord, seppuku. Filmen utspelar sig under den sista dagen i Mishimas liv och är indelad i fyra kapitel som i sin tur innehåller flashbacks från Mishimas barndom och iscensättningar av delar ur Mishimas romaner. Filmen blandar färg och svartvitt. Det samtida skeendet är filmat som normal färgfilm, barn- och ungdomsskildringarna i svartvitt och scenerna ur romanerna i en förstärkt färgton.